# イオン加古川店
イオン加古川店（イオンかこがわてん）は、兵庫県加古川市に所在するGMS（総合スーパー）である。

## 概要
東加古川地区に位置する。国道2号およびJR神戸線沿いに位置する。総合スーパーのイオンを主体とし、専門店街やフードコート、シネマコンプレックスを備える。
当店が立地する土地には、もともと日本製麻の兵庫工場があった。その跡地に、1982年に総合スーパーのニチイを核店舗とする「ニチイ加古川ショッピングデパート」として開業した。加古川商工会議所などの出資により設立された第三セクターの加古川商工開発が館内の一部を買い取り、地元業者が出店していた。
開業当時は地域で唯一の大型店だったため、ニチイグループ内で2位の売上高にまで上りつめたこともある。
1990年代頃に本館の増築が行われた。
1994年（平成6年）に生活百貨店業態の加古川サティに業態転換した。
運営会社のマイカルが経営破綻すると、商品の調達に支障を来すようになったため客数が3割ほど減少した。当店はマイカルの経営破綻の影響を大きく受けた店舗の一つとなった。
2011年（平成23年）3月にイオンリテールがマイカルを吸収合併し、ジャスコとサティのブランドが統一されることに伴い、店名をイオン加古川店に変更した。

## 沿革
- 1982年（昭和57年）10月26日 - ニチイ加古川ショッピングデパートとして開業[7][13]。
- 1990年代頃 - 増築[注釈 1][9]。
- 1994年（平成6年） - 加古川サティに業態転換[10]。
- 2001年（平成13年）1月26日 - ワーナー・マイカル・シネマズ加古川が開業。
- 2006年（平成18年）11月1日 - 館内に東加古川市民総合サービスプラザが開設される[5]。
- 2011年（平成23年）3月1日 - 店名をイオン加古川店に変更。
- 2013年（平成25年）7月1日 - ワーナー・マイカル・シネマズ加古川が劇場名をイオンシネマ加古川に変更。

## テナント

### イオンシネマ加古川
イオンシネマ加古川がシネマ棟の3階に入居している。スクリーン数は合計8つ、総収容人数は1,558人である。
2001年（平成13年）1月26日にワーナー・マイカル・シネマズ加古川として開業した。マイカルの経営破綻前に開業した最後の劇場であり、当劇場以後は移転を除き、ワーナー・マイカル・シネマズりんくう泉南（現・イオンシネマりんくう泉南、2004年（平成16年）11月12日開業）まで3年以上に渡ってワーナー・マイカル・シネマズの新規開業が行われていなかった。
その後、運営会社のワーナーマイカルがイオンシネマズと合併しイオンエンターテイメントになったためイオンシネマに改称した。

### 東加古川市民総合サービスプラザ
2階に入居しており、加古川市の総合窓口業務を行う。各種の証明の交付・申請、届出書類の受付、公金の収納などが利用できる。偶数月の第三土曜日と年末年始は休業する。

### その他のテナント
- ミーツ[16]（1階）
- キャンドゥ（3階）
- 未来屋書店[17]（3階）
- タイトーFステーション[18]（シネマ棟2階）
- カラオケレインボー[18]（シネマ棟2階）

### かつて存在したテナント
- マクドナルド - 2024年（令和6年）5月31日をもって閉店[19]。

## フロア構成
| 階  | 北側立体駐車場     | 本館               | シネマ棟                 |            | 明石方面駐車場 |
| 5階 |                    |                    | （不明）                 |            |                |
| 4階 | 屋上駐車場（閉鎖） | （不明）           |                          |            |                |
| 3階 | 屋上駐車場         | 売場（暮らしの品） | 映画館                   |            |                |
| 2階 | 2階立体駐車場      | 売場（衣料品）     | ゲームセンター・カラオケ | 屋上駐車場 |                |
| 1階 | 1階立体駐車場      | 売場（食品）       | 駐車場                   | 1階駐車場  |                |

エレベーターは本館シネマ棟側に1基、セントラルコートの吹き抜けに2基、シネマ棟に2基設置されており、合計3箇所、5基設置されている。また、エスカレーターはシネマ棟に1箇所、本館に4箇所設置されている。北側立体駐車場・明石方面駐車場にはエレベーター・エスカレーターは設置されていないが、本館から連絡橋が架かっている。

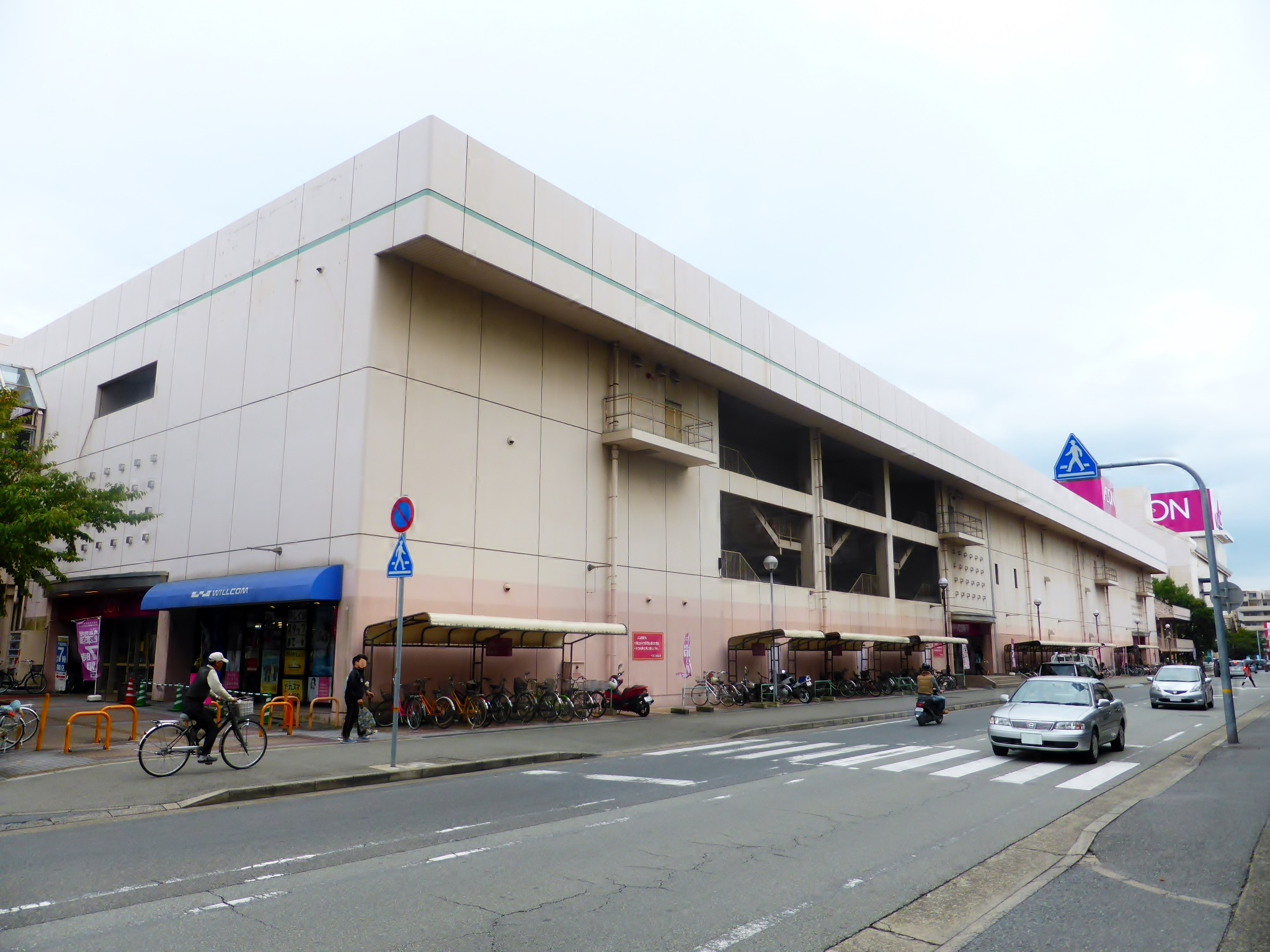
本館
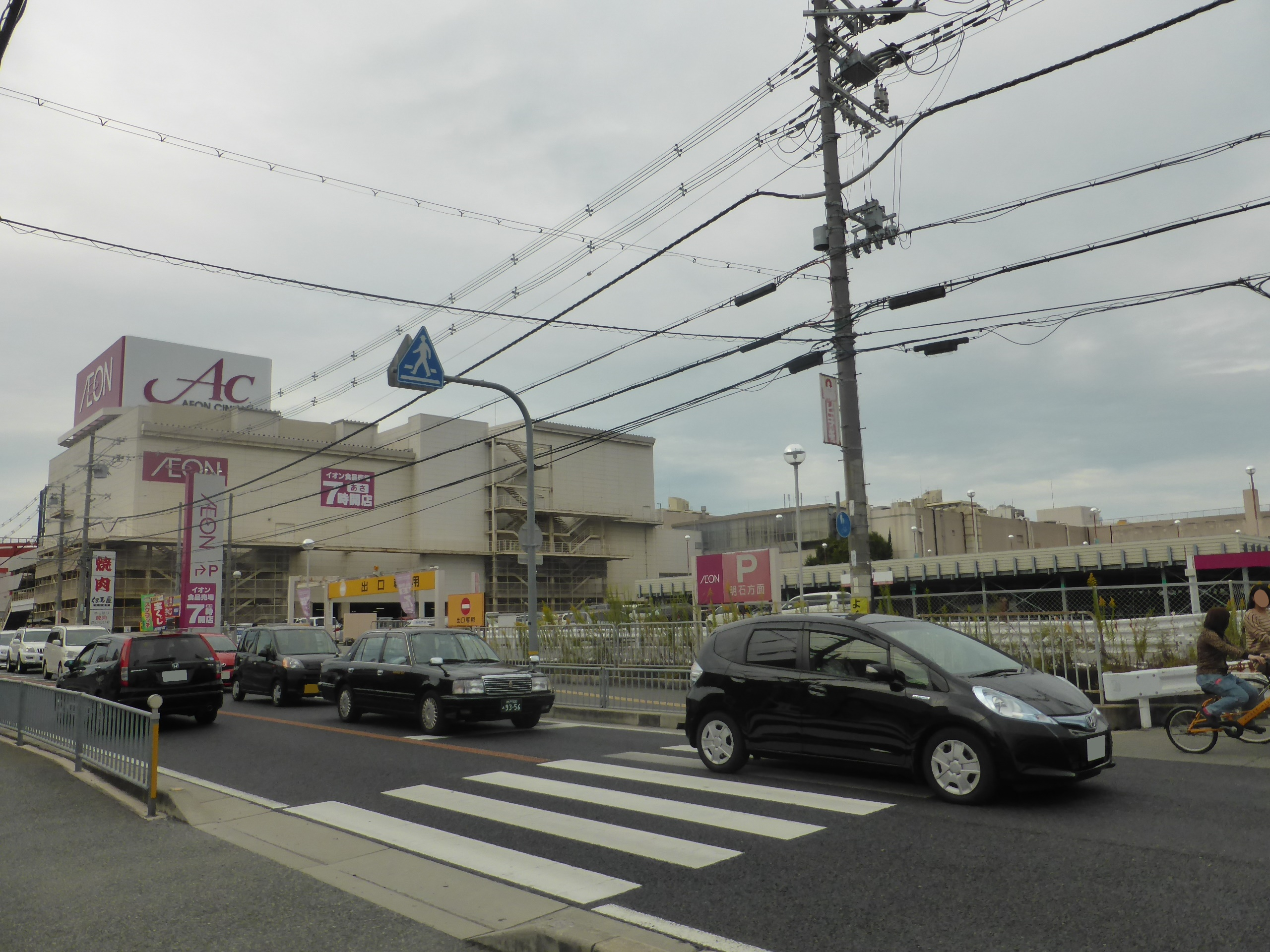
左側がシネマ棟、右側が明石方面立体駐車場

## 出来事
2018年（平成30年）6月30日の午前9時25分頃、北側立体駐車場の屋上階（3階）で1台の乗用車が炎上した。乗用車の中からは1体の死体が発見された。